# 电城镇
电城镇，是中华人民共和国广东省茂名市电白区下辖的一个乡镇级行政单位。 区域面积157.98平方千米。

## 行政区划
电城镇下辖以下地区：
西街社区、北街社区、东街社区、南街社区、城关村、爵西村、架炮村、湿水村、南坝村、河望村、山兜村、庄垌村、南门头村、海茂村、白蕉村、大桥河村、沙尾村、沙北村、鸡打村、爵山村、排坡村、海后村、桥坝村、前岚村、下村、港头村、南海仔村、马槛村、北山村、下海村、岭脚村和莲头村。